# ОШ „Борисав Станковић” Бања Лука
ОШ „Борисав Станковић” једна је од основних школа у Бања Луци. Налази се у улици Ивана Косанчића 2, у насељу Лазарево. Име је добила по Борисаву Станковићу, српском приповедачу, романсијеру, драматичару и једном од најзначајнијих писаца српског реализма.

## Историјат

### 1978—1992.
Након земљотреса у Бања Луци 1969. је изграђено насеље Лазарево (некада Буџак). Након неколико година, указала се потреба и за изградњом основне школе јер је већина деце са овог подручја наставу похађало у три смене у ОШ „Иван Горан Ковачић“, а понекад због недостатка учионичког простора нека одељења су ишла и у Пољопривредну школу. Камен темељац је постављен на пролеће 1977. године. Школска зграда, са својих 6530 метара квадратних, је потпуно завршена на јесен 1978. године. Наставнички кадар је формиран из основних школа „Владо Витјук”, „Ранко Шипка” и „Иван Горан Ковачић”. Школу су похађали ученици са подручја Буџака 1, 2, 4, насеља Чесма и Делибашино село, укупан број ученика уписаних 1978. године је износио 1301 ученик.
У септембру 1980. године, у спортској дворани школе, су одигране неке од утакмица Европског првенства у кошарци за жене. За организацију и гостопримство школа је добила специјалну плакету Европске кошаркашке федерације. У јануару 1982. године је емитована прва емисија интерне школске телевизије. У десет учионица били су постављени ТВ уређаји, а програм се емитовао из школске медијатеке. Интерна телевизија је емитовала снимљени материјал са других телевизија, али и своје прилоге и интервјуе са наставницима и ученицима. Медијатека је настала као резултат развоја савремене теорије наставе, односно савремене концепције васпитно–образовног процеса. Имала је улогу у припреми и увођењу савремених образовних технологија.
На лето 1984. године у Бања Луци су се одржавале Мале олимпијске игре. Мушка школска екипа са њиховим тренером и наставником Бранком Јанковићем је освојила златну медаљу на рукометном турниру који се одигравао у школској спортској дворани. На пролеће 1985. године испред школе је постављена спомен биста Ранка Шипке, народног хероја из Другог светског рата. По одлуци извршног одбора општине, 10. децембра 1992. године, школа мења назив у ОШ „Борисав Станковић”.

### 1993—2005.
На лето, 18 јуна 1994. године је извршен верски обред, освештење школе поводом празника Света Тројица. Од 2006. године се овај дан слави као Дан школе на којем се поред културно уметничког програма додељују и награде за најбоље ученике и раднике.
У периоду од августа 1995. до марта 1998. године у школи је боравило преко пет хиљада избеглих и расељених лица. Због потпуне девастације школе и спортске дворане Влада Републике Српске се одлучила на санацију. У мају је почела комплетна санација школског објекта и спортске дворане, а завршена је почетком септембра 1998. године.
Реформа образовања у основним школама је почела 1998. године, када је Влада Републике Српске донела први званични документ у којем је планиран процес реформе. Одређено је шест огледних школа у којима би се примењивао нови систем интерактивне наставе како би се видели његови ефекти. Након пет година примене, у сарадњи са огледном школом „Васа Чубриловић” из Градишке, у фебруару 2004. године је издала „Зборник интерактивне наставе”. У овом уџбенику се налази 116 припрема, продаје се у књижарама Завода за уџбенике и наставна средства.
Након петнаест година, у организацији Министарства породице, омладине и спорта покренуте су Мале олимпијске игре, а први домаћин је била ОШ „Борисав Станковић”.

## Догађаји
Догађаји основне школе „Борисав Станковић”:
- Светосавска академија[5]
- Дан словенске писмености и културе[6]
- Међународни дан матерњег језика[7]